# Kunstmuseum Stuttgart
Pour les articles homonymes, voir Kunstmuseum.
Le Kunstmuseum Stuttgart (« musée d'art de Stuttgart » en allemand), situé sur la Kleiner Schloßplatz et ouvert depuis le 5 mars 2005, succède au musée municipal de Stuttgart, la Galerie der Stadt. Avec un total de 330 000 visiteurs accueillis au cours de sa 1re année d'exploitation, il dépasse même le nombre d'entrées de la Staatsgalerie. Sa situation dans la zone piétonne de la Königstraße et sa spectaculaire architecture, un cube de verre qui enveloppe un autre cube en travertin, contribuent aussi à son succès.

## Architecture

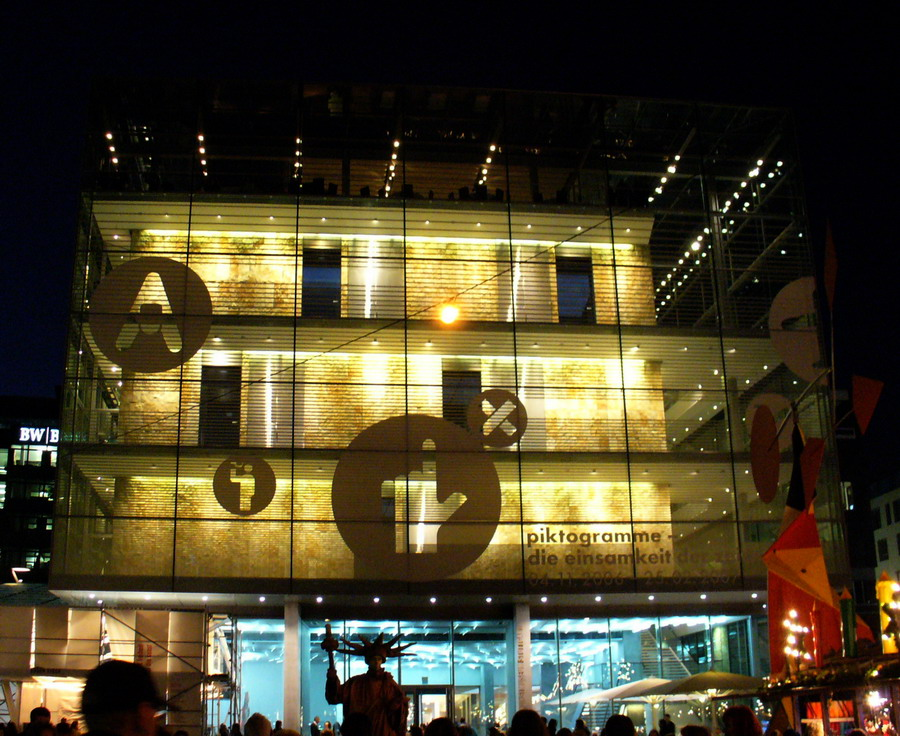
Le Kunstmuseum, la nuit

Le musée abrite 5 000 m² de surface d'exposition et a été conçu par le cabinet d'architecture berlinois Hascher et Jehle, vainqueur du 3e concours international organisé pour sa réalisation.
Pendant la journée, les 224 panneaux de verre qui composent les 2 800 m2 de sa façade agissent comme un immense miroir et les édifices voisins s'y reflètent tandis que la nuit, le cube en travertin, éclairé, est visible.

## Histoire
À l'emplacement actuel du cube du Kunstmuseum se trouvaient, jusqu'en 1956, les ruines du palais du prince royal détruit en 1944 lors d'une attaque aérienne et le pendant architectural du Wilhelmspalais (de), aujourd'hui la bibliothèque municipale, situé de l'autre côté de la Planie. Après la démolition des ruines, la Planie est élargie en rue à 6 voies, avec quatre tunnels supplémentaires pour les voitures et le tramway.
Considérée comme le parent pauvre de l'urbanisme stuttgartois, la Kleiner Schloßplatz, après deux décennies d'atermoiements, trois concours d'architecture (en 1981, 1985 et 1989) et une expertise (en 1987) s'intègre désormais harmonieusement, avec ce Kunstmuseum, à son environnement architectural.

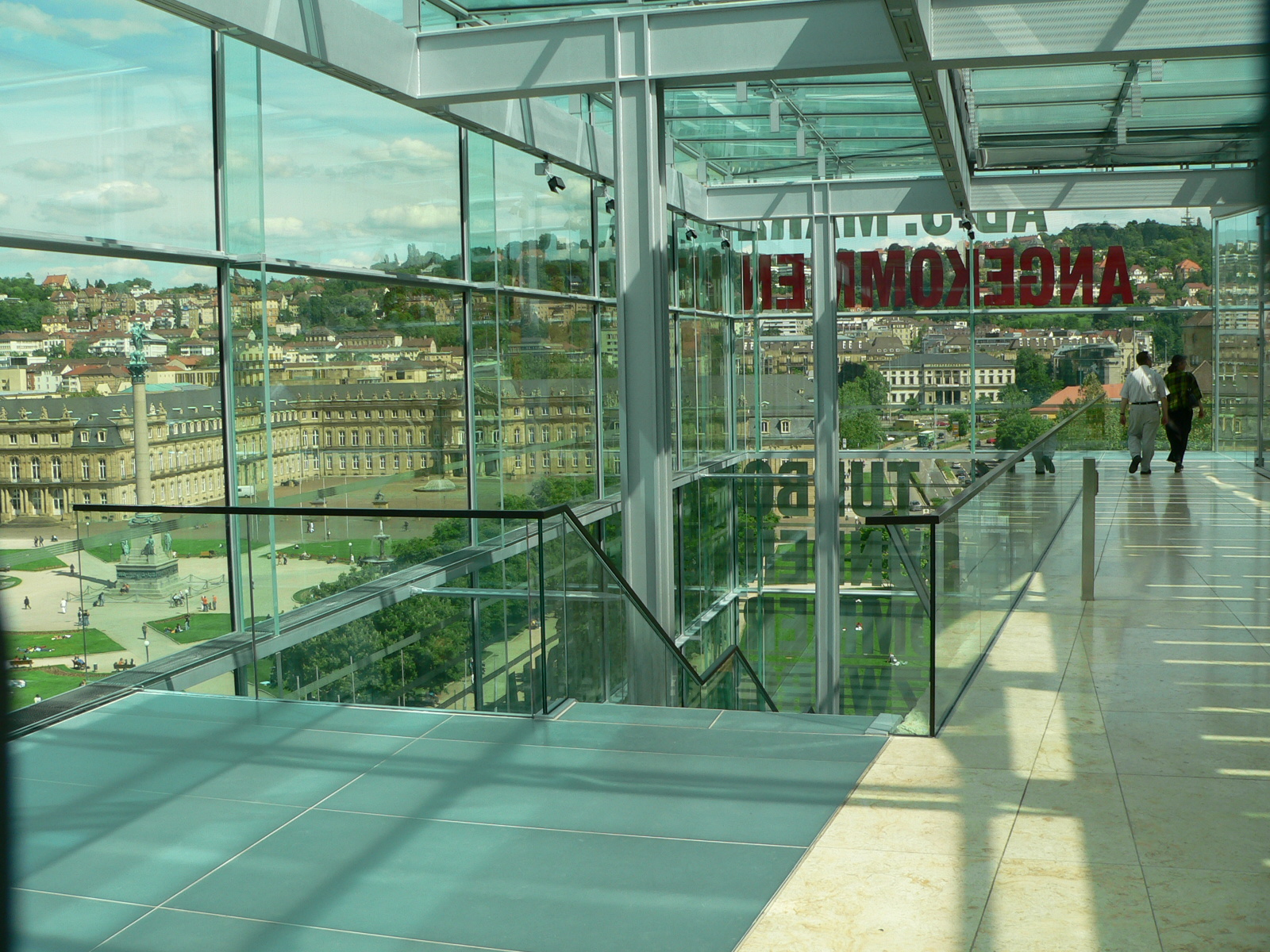
Étage supérieur du Kunstmuseum et vue de la Schloßplatz

## Collection
La collection du musée repose sur le fonds de la Galerie der Stadt enrichi, en 1924, par la donation de la collection d'impressionnistes souabes faite par le comte Silvio della Valle di Casanova.
Après la Seconde Guerre mondiale, le nouveau conservateur, Eugen Keuerleber choisit comme priorité l'acquisition d'œuvres de Adolf Hölzel et d'Otto Dix (Prager Straße par exemple).
À partir de 1986, le nouveau directeur Johann-Karl Schmidt s'oriente vers l'achat d'œuvres d'artistes de renommée internationale comme Joseph Kosuth, Dieter Krieg (de), Wolfgang Laib, Markus Lüpertz, Dieter Roth et K.R.H. Sonderborg.
Sont également exposées des collections importantes confiées au Kunstmuseum sous la forme de dépôts permanents: la collection Rudolf et Bertha Frank en 1992 et la fondation Konrad Knöpfel-Stiftung Fritz Winter en 1994.
Sous l'actuelle direction de Marion Ackermann, les archives du peintre Willi Baumeister ont été placées dans le musée, dès son ouverture en 2005.
La dernière acquisition du Kunstmuseum est la collection de Teufel, composée d'un ensemble d'œuvres d'art concret.
Avec près de 250 œuvres d'Otto Dix, le Kunstmuseum possède la collection la plus importante de cet artiste dans le monde et un étage lui est réservé.

### Source de la traduction
- (de) Cet article est partiellement ou en totalité issu de l’article de Wikipédia en allemand intitulé « Kunstmuseum Stuttgart » (voir la liste des auteurs).